# Doline (Prnjavor, BiH)
Doline su naselje u općini Prnjavor, Republika Srpska, BiH. 

## Stanovništvo
Nacionalni sastav stanovništva 1991. godine, bio je sljedeći:
ukupno: 193
- Hrvati - 64
- Srbi - 48
- Muslimani - 3
- Jugoslaveni - 61
- ostali, neopredijeljeni i nepoznato - 17